# ولاد عبد الاه البحرية (قبات)
ولاد عبد الاه البحرية هو دُوَّار يقع بجماعة بنمنصور، إقليم القنيطرة، جهة الرباط سلا القنيطرة في المملكة المغربية. ينتمي الدوّار لمشيخة قبات التي تضم 5 دواوير. يقدر عدد سكانه بـ 1077 نسمة حسب الإحصاء الرسمي للسكان والسكنى لسنة 2004.

## روابط خارجية
- البوابة الوطنية للجماعات الترابية
- المندوبية السامية للتخطيط